# Conquistador (1791)
El Conquistador fue un navío de línea de 74 cañones repartidos en dos puentes, construido en los Arsenal de Cartagena a partir de 1791, siendo el quinto buque de la Armada Española en portar dicho nombre. Formaba parte de la serie de navíos comenzada con el San Ildefonso, y llamados por ello Ildefonsinos (en orden de construcción): San Telmo, Intrépido, Infante don Pelayo, el propio Conquistador, San Francisco de Paula, Europa y Monarca.

## Historial
En virtud de un tratado secreto firmado el 1 de octubre de 1800 entre España y Francia, apoyado por una Real Orden de 31 de marzo del año siguiente, el navío es cedido a Francia el 16 de abril de 1802, cuando estaba al completo de pertrechos y dotación, siendo renombrado como Conquérant.
En mayo de 1802, bajo el mando del capitán Malin, el Conquérant abandonó Francia con la 77.ª media brigada y una legión polaca (1 600 personas en total), con destino a La Española (Santo Domingo) para apoyar a las tropas francesas contra la Revolución haitiana. Un día después de partir de Francia, una tormenta dañó el navío. El Conquérant llegó a La Española el 14 de julio de 1802 con las tropas; e inmediatamente se fue con los deportados (como Rigaud). Regresó sin novedad a Brest en agosto de 1802.
Fue dado de baja en la Marina Francesa en 1824. Según otras fuentes fue desarmado en Brest el 21 de septiembre de 1802, siendo eliminado de los registros navales en 1804.